# 龍賈
龍 賈（りゅう か、生没年不詳）は、中国戦国時代の魏の将軍。恵王に仕えた人物。
魏の恵王後元3年（紀元前332年）、秦が魏の上郡雕陰（現在の陝西省延安市甘泉県の南）を取るため公孫衍（公子卬）率いる軍を派兵した。魏は龍賈を主将とする軍でこれに当たったが2年にわたる激戦の末、龍賈率いる魏軍は敗れ4万5千または8万の兵を討たれ龍賈は生捕りにされた。魏はこの戦役において河西郡と上郡を防衛する戦力全てを失い、魏は翌年河西郡全域を秦に割譲し、秦は魏に占領されていた河西地区一帯を取り返した。これ以降、龍賈の記録は残っていない。